# Morgan City (Louisiana)
Morgan City (früher bekannt als Brashear City) ist eine Stadt in den St. Martin und St. Mary Parishes im US-Bundesstaat Louisiana. Das U.S. Census Bureau hat bei der Volkszählung 2020 eine Einwohnerzahl von 11.472 ermittelt.

## Geschichte
Morgan City liegt auf den Schwemmbänken des  Atchafalaya River und war ursprünglich als Tiger Island bekannt, da vom US Secretary of War John C. Calhoun beauftragte Vermesser in dieser Gegend Wildkatzen sahen. Später hieß es Brashear City, benannt nach Walter Brashear, einem prominenten Physiker aus Kentucky, welcher große Landflächen kaufte und zahlreiche Zuckerfabriken erwarb. 1860 wurde die Stadt als Brashear City eingetragen und 1876 nach Charles Morgan umbenannt, einem Bahn- und Dampfschiffmagnaten, der den Atchafalaya Bay Ship Channel erbauen ließ.

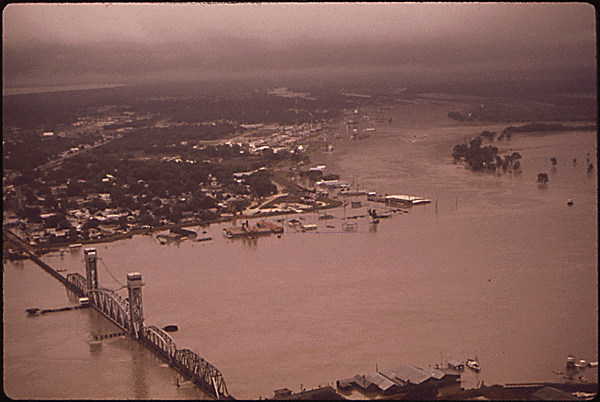
Flut im Mai 1973

Im Frühling 1973 wurde während eines Hochwassers des Mississippi River der Morganza Spillway geöffnet, woraufhin Teile von Morgan City überflutet wurden.
Am 28. Oktober 1985 erreichte Hurrikan Juan die Gegend um Morgan City, woraufhin viele Teile der Stadt überflutet waren. Juan drehte danach auf See ab und machte später in Alabama einen weiteren Landfall.
Am 26. August 1992 traf Hurrikan Andrew 20 Meilen südwestlich der Stadt an Land. Andrew zählt zu den Hurrikans mit den höchsten Schadenssummen in der Geschichte der USA.

## Geographie
Laut dem United States Census Bureau besteht Mogan City zu 97 % aus Land und 3 % aus Wasser. Morgan City liegt auf der Grenze von St. Martin Parish und dem St. Mary Parish, der größere Teil der Stadt liegt im St. Martin Parish.

## Kultur
- Siehe auch: Louisiana Shrimp & Petroleum Festival

## Söhne und Töchter der Stadt
- Sammy Penn (1902–1969), Jazzmusiker
- René Hall (1903–1988), Gitarrist, Arrangeur und Songwriter
- Burt Lancon (* 1960), Eiskunstläufer